# 12 Notations
12 Notations (auch: Douze Notations) sind eine Komposition des französischen Komponisten Pierre Boulez für Klavier zu zwei Händen aus dem Jahr 1945. Die 12 Stücke dauern zusammen etwa 10 Minuten.
Die zwölf Miniaturen bilden das erste Werk, das Boulez als vollgültig anerkannte und in seinen Werkkatalog übernahm. Es handelt sich um 12 Stücke von je 12 Takten, die in der Tradition Olivier Messiaens sehr unregelmäßig gebaut sind. Das Werk ist vermutlich nach Boulez’ Unterricht bei René Leibowitz entstanden, da es deutliche Spuren der Zwölftontechnik aufweist. Die Reihe lautet as – b – es – d – a – e – c – f – cis – g – fis – h. Das Manuskript ist verschollen und es überdauert nur noch in Form einiger teils unvollständiger Fotokopien. Am 12. Februar 1948 wurde das Stück von Yvette Grimaud uraufgeführt. In den Jahren von 1978 bis 1997 arbeitete Boulez das Werk unter den Titeln Notations I–IV und Notation VII für Orchester um und erweiterte sie stark.
Das Werk wurde 1985 in der Universal Edition Wien (UE 18310, 11 S.) verlegt.
Die Sätze und ihre Bezeichnung:
- 1. Modéré – Fantasque
- 2. Trés vif. Strident
- 3. Assez lent
- 4. Rythmique
- 5. Doux et improvisé
- 6. Rapide
- 7. Hiératique
- 8. Modéré jusqu’à trés vif
- 9. Lointain. Calmé
- 10. Mécanique et très sec
- 11. Scintillant
- 12. Lent – puissant et âpre

Zum Aspekt des „Notierens“ bzw. des „Notats“ äußerte sich Boulez vergleichsweise kryptisch: „Wir müssen Notation vor allem als ein Mittel und nicht als Prinzip des Schaffensvorgangs ansehen. Ich würde sagen, daß im Ausdruck ‚notierte Struktur‘ die Struktur das primäre Element darstellt, während das qualifizierende Adjektiv sich lediglich auf den Kodierungsvorgang dieser Struktur bezieht. Man kann jedenfalls nicht den eigentlichen Kodierungsvorgang als die Botschaft auffassen, die übermittelt werden soll, auch wenn man annehmen darf, daß die Kodierung imstande sei, diese Botschaft zu beeinflussen.“

## Die Orchester-Fassungen
- Notations I-IV für großes Orchester 1978–1980 (Universal Edition 1984).
  - Notations I. Orchesterbesetzung: 4 Flöten (4. auch Piccolo), 3 Oboen, Englischhorn, Es-Klarinette, 2 B-Klarinetten, A-Klarinette, Bassklarinette in B, 3 Fagotte, Kontrafagott – 6 Hörner, 4 Trompeten, 4 Posaunen, Tuba – 6 Schlagzeuger, Pauken, Celesta, 3 Harfen – 1. Violine (9 Pulte), 2. Violine (8 Pulte), Bratsche (7 Pulte), Cello (6 Pulte), Kontrabass (5 Pulte).
  - Notations II. Orchesterbesetzung: 4 Flöten (4. auch Piccolo), 3 Oboen, Englischhorn, Es-Klarinette, 2 B-Klarinetten, A-Klarinette, Bassklarinette in B, 4 Fagotte (4. auch Kontrafagott) – Blech wie oben – 8 Schlagzeuger, Pauken, 3 Harfen, Klavier – Streicher wie oben.
  - Notations III. Orchesterbesetzung: Holz wie Notations II – Blech wie oben – Schlagzeuger und Pauken wie oben, Celesta, 3 Harfen – Streicher wie oben.
  - Notations IV. Orchesterbesetzung: Holz wie Notations I – Blech wie oben – Schlagzeuger und Pauken wie oben, Celesta, 3 Harfen, Klavier – Streicher wie oben. UA: Orchestre de Paris / Daniel Barenboim, Paris, 18. Juni 1980.
- Notation VII für großes Orchester 1997

Boulez schlägt für eine Gesamtaufführung die Reihenfolge I, VII, IV, III, II oder I, III, IV, VII, II vor.